# Jorge José Emiliano dos Santos
Jorge José Emiliano dos Santos (* 19. März 1954 in Rio de Janeiro; † 21. Februar 1995 ebenda), genannt Margarida, war ein brasilianischer Fußballschiedsrichter.
Begonnen hat dos Santos als Schiedsrichter beim Strandfußball zwischen Amateurvereinen am Strand von Rio de Janeiro, wo es nicht immer zimperlich zugeht. Dort bekam er auch seinen Spitznamen Margarida (Margarete bzw. Margeriten). Ab 1988 pfiff er in der höchsten Liga, sein Debüt gab er beim Spiel Flamengo Rio de Janeiro gegen Volta Redonda FC im Estádio da Gávea in Rio. Im gleichen Jahr hatte er auch sein mediales Coming-out und war der erste offen schwule Top-Schiedsrichter Brasiliens. Die Direktoren des CR Vasco da Gama wussten nicht so recht wie sie damit umgehen sollten, die Presse lobte aber seine Leistung. Im Jahre 1989 kam es beim Auftakt zum 6. brasilianischen Frauenfußballcup im Estádio Caio Martins zu einem Zwischenfall: Nachdem ihn eine Spielerin beleidigt hatte, verlor er die Beherrschung und versetzte ihr einen Schlag. Es kam zu einem Tumult und er war gezwungen vor den aufgebrachten Spielerinnen zu fliehen. Einige Tage später entschuldigte er sich bei der Spielerin mit einer Blume.
Neben seiner Leistung wurde er durch seinen theatralisch-tänzerischen Stil, mit dem er sich auf dem Spielfeld bewegte, zu einer Art Star. Nachdem ein Team ein Tor geschossen hatte, tänzelte er rückwärts zum Mittelkreis und wenn ein Spieler ein Foul machte, stieß er kleine entzückte Schreie aus. Die Spieler respektierten ihn. Er pflegte zu ihnen zu sagen Ich mag ein Stiefmütterchen (Schwuler) abseits des Fußballfelds sein, aber hier bin ich ein Macho.
Am 21. Februar 1995 verstarb dos Santos an den Folgen von AIDS.
Emiliano Dos Santos ist einer von mehreren Vorbildern, aus denen der Schiedsrichter Clésio Moreira dos Santos eine Kunstfigur schuf, die auch seinen Spitznamen Margarida übernahm. Dieser trug später rosa Leibchen und ist in einem bekannten Youtube-Video zu sehen.